# Doug O'Neill
Douglas F. O'Neill, född 24 maj 1968 i Dearborn i Michigan, är en amerikansk galopptränare. Han är bosatt i Kalifornien, där han bland annat tränat 2012 års Kentucky Derby och Preakness Stakes-vinnare, I'll Have Another, samt 2016 års Kentucky Derby-vinnare Nyquist. O'Neill och hans familj bor i Santa Monica, Kalifornien.

## Biografi
O'Neill föddes i Dearborn, Michigan och flyttade till Santa Monica i Kalifornien när han var 10 år gammal. Hans far Patrick tog då med honom för att titta på hästkapplöpning på Santa Anita Park. O'Neill började arbeta som hot walker under tiden han gick i high school. Han började sedan att arbeta på Del Mar racetrack och tog ut sin tränarlicens 1989. Hans bror, Dennis, arbetar som bloodstock agent, och hjälper till att välja ut hästar på auktion för kunder.
I början av 2000-talet var han en av de främsta galopptränarna i Kalifornien, och hade vid ett tillfälle det största stallet i södra Kalifornien, och ett av de största och mest framgångsrika i USA. O'Neills första grupp 1-seger kom 2002 då Sky Jack segrade i Hollywood Gold Cup. Det var även första gången O'Neill hade anmält en häst till ett grupp 1-löp.
Han fick nationell uppmärksamhet i USA för sina Breeders' Cup-segrar, och då han vann 2003 års Japan Cup Dirt på Tokyo Racecourse fick han även internationellt erkännande.
Hästägaren J. Paul Reddam började skicka hästar till O'Neill i mitten av 2000-talet och har sedan dess varit en av O'Neills mest lojala kunder. 2006 vann O'Neills häst Lava Man grupp 1-löpen Santa Anita Derby, Hollywood Gold Cup och Pacific Classic under samma kalenderår, och blev även första hästen med att lyckas med bedriften.

## Dopningsfall
I maj 2012, efter en två år lång rättsprocess, framkom det att O'Neill var ansvarig för en häst som testats med överskott av koldioxidnivåer. O'Neill ansågs ansvarig för djurets vård, och stängdes av från tävlande i 45 dagar, och bötfälldes med 15 000 dollar.
O'Neill har även en omfattande historia av medicinöverträdelser, något som New York Times uppmärksammade efter att I'll Have Another segrat i Kentucky Derby 2012. Det framkom att O'Neill haft 15 läkemedelsöverträdelser under sin karriär, bland annat "slangning", en olaglig behandling mot trötthet som innebär att man för in en slang ner i hästens matstrupe för att administrera en blandning av substanser.
I oktober 2014 fick O'Neill ytterligare 45 dagars avstängning efter en överträdelse i juni 2013 på Belmont Park. Vid det här laget hade O'Neill samlat på sig 19 överträdelser. New York Racing Association bötfällde honom också med 10 000 dollar. Han fick också ytterligare 45 dagars villkorlig dom, som skulle "avtjänas om han ådrar sig ytterligare en överträdelse innan den 18 december 2015, på någon amerikansk bana. Efter sin avstängning i New York fick han en separat 45-dagars avstängning i Kalifornien. Under tiden fick hans assisterande tränare ansvaret för att träna hästarna, och en häst flyttades till en annan tränare.